# Tom Gola
Thomas Joseph "Tom" Gola (ur. 13 stycznia 1933 w Filadelfii, zm. 26 stycznia 2014 tamże) – amerykański koszykarz polskiego pochodzenia, skrzydłowy, mistrz NBA, uczestnik spotkań gwiazd, członek Koszykarskiej Galerii Sław, polityk.
Jest jednym z ponad 40 zawodników w historii, którzy zdobyli zarówno mistrzostwo NCAA, jak i NBA w trakcie swojej kariery sportowej.

## Osiągnięcia
NCAA
- Mistrz:
  - NCAA (1954)[5]
  - turnieju NIT (1952)[6]
- Wicemistrz NCAA (1955)[7]
- Zawodnik Roku NCAA według:
  - Unites Press International (UPI) (1955)[8]
  - Helms Foundation (1954)[9]
- MVP turnieju NIT (1952)[6]
- MOP turnieju NCAA (1954)[10]
- Wybrany do I składu:
  - All-American (1953–1955)[7]
  - turnieju NCAA (1954–1955)[11]
  - Akademickiej Galerii Sław Koszykówki (2006)[12]
- Uczelnia zastrzegła należący do niego numer 15[11]

NBA
- Mistrz NBA (1956)[1]
- 5-krotnie powoływany do udziału w meczu gwiazd NBA (1960–1964)[2]. Z powodu kontuzji nie wystąpił w 1962 roku[13]
- Uczestnik meczu gwiazd Legend NBA (1986)[14]
- Zaliczony do:
  - II składu NBA (1958)[15]
  - galerii sław:
    - Madison Square Garden Hall of Fame
    - Helms College Basketball Hall of Fame
    - La Salle Hall of Athletes (1961)[11]
    - Big 5 Hall of Fame (1986)[11]
    - National Polish-American Sports Hall of Fame (1977)[16]
    - Philadelphia Sports Hall of Fame (2004)[17]
    - Pennsylvania Sports Hall of Fame[11]
    - Naismith Memorial Basketball Hall Of Fame (1976)[3]